# Otomat
Otomat je podzvuková protilodní střela dlouhého doletu vyvinutá ve spolupráci společností OTO Melara a Matra. Název střely vznikl spojením jmen jejích výrobců (OTO Melara MATra). Střela byla do služby zavedena roku 1976 a z ní odvozená protiponorková verze MILAS roku 2002. Novější verze střely nesou též označení Teseo. Uživateli střel jsou Itálie, Peru, Libye, Venezuela, Egypt, Malajsie, Bangladéš, Nigérie, Keňa, Saúdská Arábie a Keňa.

## Vývoj

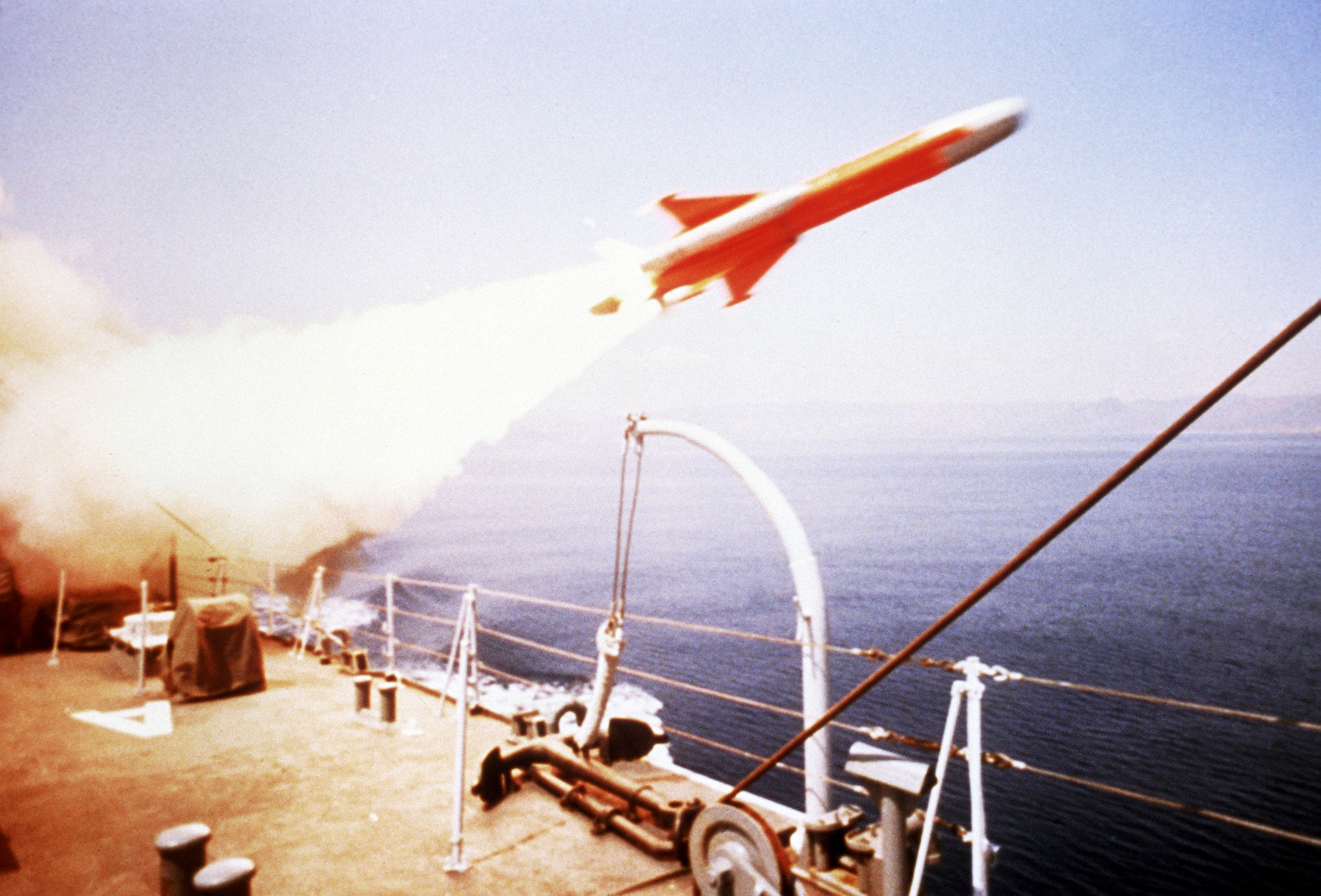
Vypuštění střely Otomat

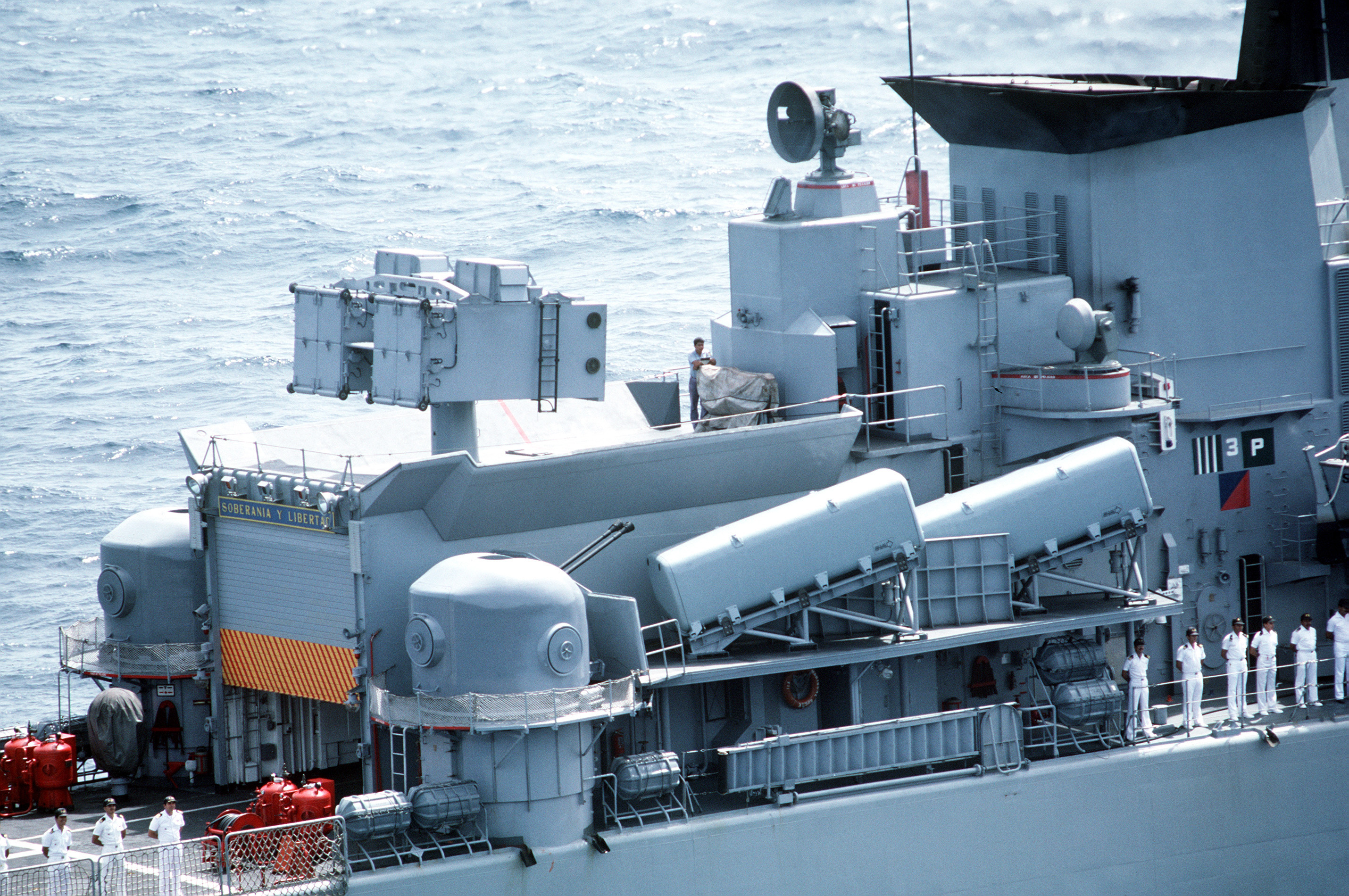
Vypouštěcí kontejnery střel Otomat na palubě venezuelské fregaty Mariscal Sucre (F-21)

Střela Otomat byla vyvinuta na přelomu 60. a 70. let v italsko-francouzské spolupráci. První verze Otomat Mk 1 s doletem 60 km byla do služby zavedena roku 1976. Italské námořnictvo střely primárně umístilo na své nové fregaty třídy Lupo. Naopak francouzské námořnictvo ve své výzbroji upřednostnilo čistě domácí protilodní střely Exocet. Během 70. let byly střely exportovány do Peru, Venezuely a Libye. Ve druhé polovině 80. let byla zavedena zdokonalená verze Otomat Mk 2 s doletem prodlouženým na 180 km. Tato střela byla navíc vybavena datalinkem, umožňujícím její navedení za radiolokační horizont a měla též odlišný letový profil. Na rozdíl od verze Mk 1 přibližující se k cíli ve výšce 100–200 m, se za letu pohybovala ve výšce pouze 15–20 m.
Od roku 1987 byl společnostmi Alenia Marconi Systems a Matra BAe vyvíjen protiponorkový systém MILAS, využívající jako nosiče střední a zadní sekci střely Otomat Mk 2. Do přídě 800 kg těžké střely je v tomto případě umístěno 324mm lehké protiponorkové torpédo MU90 Impact, které střela může dopravit na předem určené místo ve vzdálenosti až 35 km od mateřského plavidla. Torpédo shozené na padácích se po dopadu do moře aktivuje, automaticky vyhledá svůj cíl a navede se na něj. Systém MILAS je kompatibilní se systémem Otomat a jednotlivá plavidla mohou nést ve svých vypouštěcích kontejnerech kombinaci střel Otomat a MILAS a řídit je z jednoho společného kontrolního stanoviště. Francie, která plánovala tímto systémem nahradit vlastní protiponorkový systém Malafon, z programu v 1998 z úsporných důvodů vystoupila. Systém MILAS byl do služby zaveden roku 2002 na italských torpédoborcích třídy Durand de la Penne. Střely jsou integrovány také do výzbroje protiponorkové verze italských fregat třídy FREMM z nichž jako první byla do služby roku 2013 zařazena fregata Virginio Fasan (F 591).
V listopadu 2020 byl podepsán kontrakt na vývoj nové verze střely Teseo Mk.2/E. Předběžné vývojové práce na této verzi proběhly od ledna 2021 do března 2023. Dosažení počátečních operačních schopností je plánováno na rok 2027. Střela se má mimo jiné vyznačovat prodlouženým dosahem, kontrolou po celou dobu mise a větší účinnost v boji proti hladinovým i pozemním cílům. Dosah střely má být až 350 km.

## Konstrukce

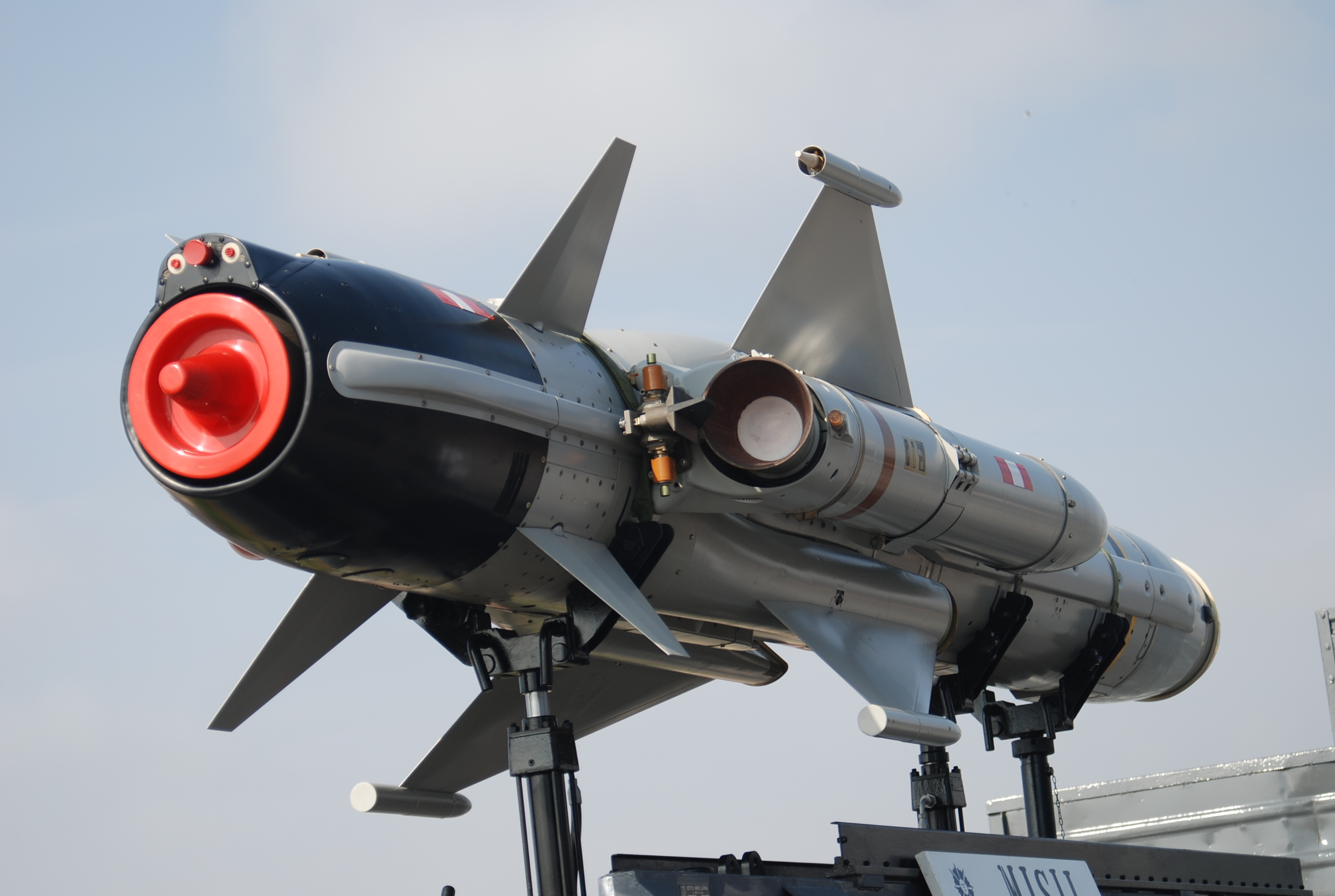
Otomat Mk 2

Střely z přepravního kontejneru startují pomocí boosteru a dvou raketových motorů, které jsou po startu odhozeny a v letové fázi tak střelu vysokou podzvukovou rychlostí pohání malý proudový motor o tahu 0,38 kN. Během letu je střela naváděna ineciálně a v terminální fázi je naváděna aktivní palubní radiolokační naváděcí soustavou. Bojová průbojně-trhavá hlavice střely má hmotnost 210 kg.

## Varianty
- Otomat Mk.1 – Od roku 1976, dostřel 60 km, výška letu 100–200 m.
- Otomat Mk.2 Block I – Od roku 1978, dostřel 180 km, datalink, výška letu pouze 15–20 m.
- Otomat Mk.2 Block II – Skládací křídla umožňující použití menších startovacích kontejnerů.
- Otomat Mk.2 Block III – Nový inerciální naváděcí systém.
- Otomat Mk.2 Block IV / Teseo Mk2/A – Nový datalink, integrace GPS.
- Teseo Mk.2/E – Např. nový integrovaný systém plánovaní misí a nová radiolokační naváděcí soustava.[3]
- Otomat Mk.3 – Komplexně modernizovaná stealth verze střely s prodlouženým dosahem a řadou dalších zlepšení. Její vývoj byl z finančních důvodů ukončen.
- MILAS – Protiponorkový systém.